# Limnia japonica
Limnia japonica är en tvåvingeart som beskrevs av Kôji Yano 1978. Limnia japonica ingår i släktet Limnia och familjen kärrflugor. Inga underarter finns listade i Catalogue of Life.